# De Driesprong (Rosmalen)

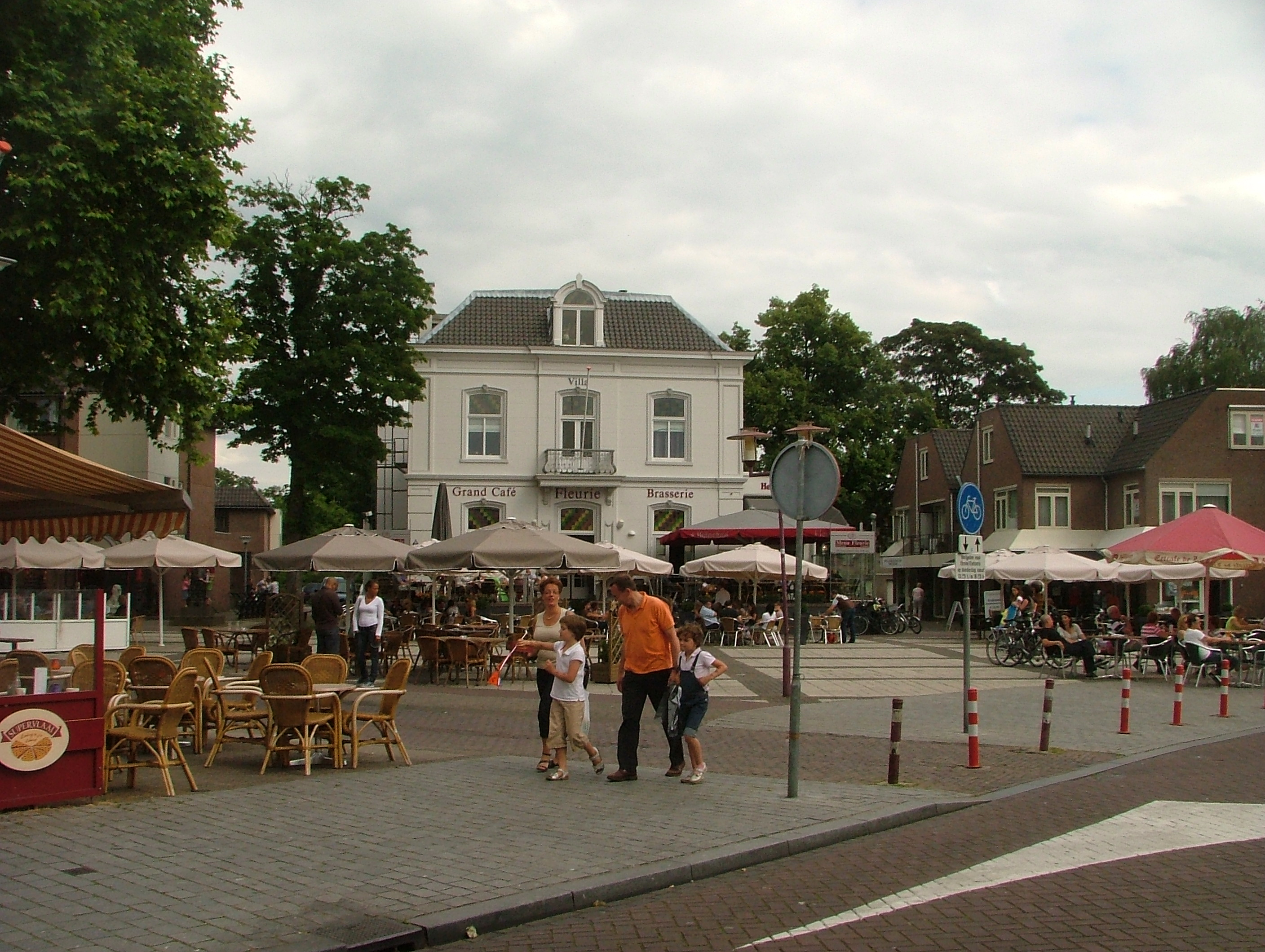
De Driesprong met op de achtergrond Villa De Driesprong.

De Driesprong is een plein in het Centrum van Rosmalen.
Het plein heeft zijn naam te danken aan de gelijkvloerse kruising van 3 wegen die iets ten oosten van het plein bijeen kwamen. Afgezien van laad- en losverkeer zijn deze wegen autovrij. 
In de jaren 90 van de twintigste eeuw heeft het plein een metamorfose ondergaan. Oude gebouwen zijn gesloopt en vervangen door gebouwen zoals de Marktstaete aan de Markt. Dit gebouw werd vanwege zijn aparte architectuur ook wel Station 's-Hertogenbosch genoemd, als verwijzing naar het Station 's-Hertogenbosch van architect Rob Steenhuis uit Rosmalen. Toch is er een opvallend gebouw aan De Driesprong bewaard gebleven: Villa De Driesprong, wat voorheen werd gebruikt als gemeentehuis van de voormalige gemeente Rosmalen en als politiebureau. Het is in gebruik als het een brasserie.
Op donderdag wordt op De Driesprong de weekmarkt gehouden.